# Goose Prairie
Goose Prairie ist ein gemeindefreies Gebiet im Yakima County im US-Bundesstaat Washington. Goose Prairie liegt etwa 66 km nordwestlich von Yakima. Es wurde von Tom Fife 1886 gegründet, der es nach einer Gans benannte, welche die Wiese eines Abends besuchte und die Nacht über blieb.
Fife vermachte einen Teil seines Landes den Boy Scouts of America; das Grand-Columbia-Komitee unterhält Camp Fife, ein Sommer-Camp zu Ehren von Fife.
Neben dem Camp stehen auf der Wiese eine Anzahl Hütten und ein Diner, das nur während der Wochenenden in den Sommerferien geöffnet hat.
Goose Prairie war einst die Sommerfrische von William O. Douglas, Richter am United States Supreme Court. Eric Sevareid interviewte Douglas in Goose Prairie für die CBS-Dokumentation Mr. Justice Douglas, die am 6. September 1972 ausgestrahlt wurde. Das Yakima Valley Museum hat in seiner Sammlung einen 16-mm-Film der Sendung, der online angesehen werden kann.
Hier unterhielten auch Kay Kershaw und Isabelle Lynn die Double K Mountain Ranch; sie spielten eine Schlüsselrolle bei der Ausweisung der nahegelegenen William O. Douglas Wilderness.

## Klima
Die Klima-Region zeichnet sich  durch große saisonale Temperaturdifferenzen mit warmen bis heißen (und oft feuchten) Sommern und kalten (teilweise extrem kalten) Wintern aus. Nach der Klimaklassifikation nach Köppen und Geiger wird dies als feuchtes Kontinentalklima (abgekürzt „Dfb“) bezeichnet.